# Friendship (Suriname)
Friendship é uma cidade do Suriname, localizada no distrito de Coronie, ao nível do mar.